# Oscar Chelimsky
Oscar Chelimsky (New York, 5 janvier 1923 - Shaker Heights, Ohio, 9 janvier 2010) est un peintre américain appartenant au mouvement de l'abstraction lyrique. Il vit et expose en France de 1947 à 1970.

## Biographie
Oscar Chelimsky naît à New York où son père Max Chelimsky et sa mère Bertha se sont établis en venant de Russie. Il fréquente la Cooper Union, l'Art Students League of New York de 1939 à 1943 et la Hans Hoffmann School of Art en 1946 et 1947.
Bénéficiaire d'une bourse du G.I. Bill, accordée par le gouvernement américain aux anciens soldats désireux de poursuivre des études, Oscar Chelimskyi arrive en France en 1947. Après un bref séjour à Fontainebleau, il s'établit à Paris et s'inscrit à l’Académie de la Grande Chaumière,.
Entre 1949 et 1950 Oscar Chelimsky s'installe dans un atelier vacant, qu'il a découvert par hasard, au n° 6 de l'impasse Ronsin, que domine la personnalité du sculpteur Constantin Brâncuși, mais doit le quitter au bout d’un an, cet atelier faisant partie des premiers détruits.
Oscar Chelimsky est en 1950 l'un des membres fondateurs de la Galerie Huit, galerie coopérative fondée par de jeunes Américains pour diffuser leur travail.
De 1954 à 1970 Oscar et Eleanor Chelimsky passent leurs étés à Saint-Maurice-d'Ibie où s'installe également le sculpteur Hajdu et où ils reçoivent les visites de leurs amis Hayter et Helen Phillips venus d'Alba-la-Romaine ou du poète Jacques Dupin.
Oscar et Eleanor Chelimsky rentrent en 1970 aux États-Unis où le peintre enseigne jusqu'à sa retraite en 1991 dans le département de peinture du Maryland College of Art and Design.
Atteint de la maladie de Parkinson depuis 2005, Oscar Chelimsky meurt en 2010 à Cleveland, Ohio, États-Unis d'Amérique. Eleanor meurt en 2022 à Richmond.

## Expositions
- 1945 : Chelimsky, Galerie Neuf, Manhattan, New York.
- 1953 : Chelimsky, peintures, Marcel Fiorini, gravures sur bois, galerie Jeanne Bucher, Paris.
- 1955 : 5 amerikanen in Europa (L. Alcopley, Oscar Chelimsky, Paul E. A. Fontaine,  John H. Levee, B. Parker), Stedelijk museum, Amsterdam, janvier-février 1955 (catalogue).
- 1956 : Peintures de Chelimsky, galerie Jeanne Bucher, Paris.
- 1956 : Junge amerikanische kunst, Kunstmuseum, Düsseldorf (catalogue).
- 1958 : Palais des Beaux-Arts, Bruxelles, janvier-février 1958 (catalogue, préface de Jacques Dupin).
- 1958 : 4 artistes américains de Paris (Oscar Chelimsky, Harold Cousins, John Levee, Helen Phillips) : Centre culturel américain, Paris, avril-mai 1958 (catalogue).
- 1959 : Peintures récentes de Chelimsky, galerie Jeanne Bucher, Paris.
- 1962 : Chelimsky, The big open form, galerie Jeanne Bucher, octobre-novembre 1962 (catalogue, préface de Jérome Mellquist).
- 1963 : 18ème Salon des Réalités Nouvelles, Musée d'art moderne, Paris (catalogue).
- 1965 : Inform and Interpret, The American Federation of Arts, New York, octobre 1965.
- 1968 : Chelimsky, The bright open form, galerie Jeanne Bucher, Paris.
- 1970 :  Chelimsky, Fine Arts Building The Catholic University of America, Washington, octobre-novembre 1970.
- 1985 : Chelimsky, The Salvin Gallery, Washington, 1985 (catalogue).
- 2012 : Les américains à Paris, galerie Artemper, octobre 2012.
- 2016 : 5 G.I. à Paris, galerie Artemper, Paris, septembre-novembre 2016[6].

## Collections publiques
- Paris, Musée national d'art moderne, Paris
- Beauvais, MUDO - Musée de l'Oise : Big Open form n°78, Brown Arch, 1965, 130 x 160 cm ; Big Open form n°85, vers 1960, 130 x 1,62 cm ; Big Open Form n°86, vers 1960, 114 x 1,45 cm
- New York, Musée Solomon R. Guggenheim

## Filmographie
- Vernissage of American Artists, Paris, 1950, film de Carmen d'Avino, transféré en vidéo par Mathew White et RD White en 2002 (20 minutes).